# Musulj
Musulj (en serbe cyrillique : Мусуљ ; en bulgare : Мусул) est un village de Serbie situé dans la municipalité de Bosilegrad, district de Pčinja. Au recensement de 2011, il comptait 72 habitants.

## Démographie
| 1948 | 1953 | 1961 | 1971 | 1981 | 1991 | 2002 | 2011 |
| ---- | ---- | ---- | ---- | ---- | ---- | ---- | ---- |
| 594  | 614  | 708  | 630  | 363  | 230  | 125  | 72   |

|  |